# Sarah Azhari
Sarah Azhari (n. 16 de junio de 1977, Yakarta), es una modelo, cantante y artista indonesia. Ella es la hermana menor de la actriz, cantante, modelo y escritora Ayu Azhari. Su trabajo como modelo ha causado una gran medida de controversia en su país Indonesia. Cuando un grupo conservadores denunciaron una de sus fotografías como pornografía, cuando salió publicada junto a la actriz y cantante Sophia Latjuba. Aunque Sarah Azhari, rechazó estas acusaciones y consideró su trabajo como una obra de arte.
El 12 de julio de 2005, Sarah Azhari fue arrestada por agredir a un periodista de noticias de la red SCTV en Yakarta. A pesar de que fue condenada a cuatro meses de prisión en el 2006, la pena como nunca la llevó a cabo. Sarah Azhari indicó que tenía la intención de apelar el caso hasta el final en la Corte Suprema de Indonesia.

## Discografía
- Peluk Aku Cium Aku  (1999)
- Sarah Azhari (2009)